# 阿祖槳鰭麗魚
阿祖槳鰭麗魚，為輻鰭魚綱鱸形目隆頭魚亞目慈鯛科的其中一種，分布於非洲馬拉威湖南部流域，棲息深度19-25公尺，體長可達14.6公分，棲息在沙石底質水域，雄魚會築巢，具有領域性，雌魚成群活動，以浮游生物等為食，可作為觀賞魚。